# Rumänische Badmintonmeisterschaft 2013/14
Die Rumänische Badmintonmeisterschaft der Saison 2013/14 fand vom 29. November bis zum 1. Dezember 2013 in Timișoara statt.

## Titelträger
| Disziplin    | Sieger                                     |
| ------------ | ------------------------------------------ |
| Herreneinzel | Marius Corciuc                             |
| Dameneinzel  | Andra Olariu                               |
| Herrendoppel | Robert Ciobotaru Daniel Cojocaru           |
| Damendoppel  | Alexandra Milon Florentina Constantinescu  |
| Mixed        | Robert Ciobotaru Florentina Constantinescu |